# Neophysobates monodactylus
Neophysobates monodactylus är en kvalsterart som först beskrevs av Hammer 1966.  Neophysobates monodactylus ingår i släktet Neophysobates och familjen Tegoribatidae. Inga underarter finns listade i Catalogue of Life.